# Acontia crocatana
Acontia crocatana là một loài bướm đêm trong họ Noctuidae.